# 艾莉絲
艾莉絲（アイリス、Iris、1979年12月21日 - ）は、台湾で活動する女性タレント。主にバラエティ番組などで活躍する。
英語、日本語が堪能である。

## 来歴
2010年2月から語学留学の為来日。2010年8月より日本でも芸能活動開始。
2011年10月15日、日本国籍の男性と結婚。2013年4月25日、長女を出産。
2014年から雑誌SAKURAの専属Hot Mamaリーダーズ（読者モデル）として活動。
2017年3月17日、facebookで2015年10月に離婚していたことを発表。
2017年12月22日、facebookで自身の誕生日である12月21日にイギリスの外交官である男性にプロポーズされたことを発表。

## プロフィール
本名は曾莉婷。身長165cm、体重46kg、血液型O型。

## 主な出演番組
- 天才向前衝
- 天才衝衝衝
- 我猜我猜我猜猜猜
- DON!（日本テレビ　2010年8月17日）

### ドラマ
- 2009年 秋のコンチェルト - 張艾莉 役